# Félix Luna
Félix Luna (Buenos Aires, 30 septembre 1925 ― id., 5 novembre 2009), connu aussi sous le pseudonyme de Falucho, était un avocat, historien, écrivain, parolier et homme politique argentin.
En tant qu’historien, il fonda et dirigea la revue Todo es Historia, et publia nombre d’ouvrages, destinés avant tout à un public large.
En tant que parolier et poète, et en collaboration avec le compositeur Ariel Ramírez, il rédigea les textes d’une série d’œuvres musicales, notamment les albums Navidad Nuestra (1964), Los caudillos (1966), Mujeres Argentinas (1969, comprenant quelques chansons devenues célèbres comme Alfonsina y el mar et Juana Azurduy), et Cantata Sudamericana (1971). Comme écrivain, il fut l’auteur de plusieurs œuvres de fiction, dont La fusilación, roman traitant (en le transposant) d’un sujet d’actualité, et porté ensuite à l’écran.
En politique, il fut membre de l’Union civique radicale, et, quelques années avant sa disparition, se joignit au Groupe Aurore (en esp. Grupo Aurora), dans lequel s’étaient ralliés un certain nombre d’intellectuels argentins (parmi lesquels l’ancien vice-président Víctor Martínez) dans le but d’affronter le groupe Carta Abierta, composé d’intellectuels de gauche et péronistes soutenant le kirchnérisme.

## Biographie
Félix Luna naquit à Buenos Aires au sein d’une famille originaire de la province de La Rioja. Son grand-père fonda en 1892 la section riojana du parti politique Union civique radicale (UCR), tandis que son oncle, Pelagio Luna, fut entre 1916 et 1919 vice-président de la république argentine sous Hipólito Yrigoyen.
Il poursuivit des études de droit à l’université de Buenos Aires (UBA), qu’il acheva en 1951. Son premier ouvrage, une biographie d’Irigoyen, date de 1954. Adversaire, comme les autres membres de l’UCR, du président Juan Perón, il fut nommé, peu après la chute de celui-ci en 1955, directeur des œuvres sociales du ministère du Travail, fonction qu’il exerça jusqu’en 1958.
Félix Luna obtint son premier prix littéraire en 1957 pour son roman, La fusilación (le Peloton d’exécution), dont l'action se situe au dix-neuvième siècle, mais traitant en réalité de l’exécution controversée, survenue peu avant, en 1956, du général Juan José Valle en même temps que 27 autres personnes ; ce roman fut porté à l’écran en 1963. Suivit, en 1958, une biographie de Marcelo Torcuato de Alvear, principal adversaire politique d’Yrigoyen au sein du parti UCR.
Il fut titulaire entre 1963 et 1976 de la chaire d'histoire des institutions à la faculté de droit de l’UBA. Il enseigna l’histoire contemporaine à l’université (privée) de Belgrano de 1967 à 1986, et l’histoire de l’Argentine à la faculté des sciences politiques de l’université (également privée) del Salvador (1977). Il fut secrétaire à la culture de la municipalité de Buenos Aires entre 1986 y 1989.
Entretemps, poursuivant son travail d’écriture, il publia plusieurs ouvrages, parmi lesquels les titres les plus connus sont sans doute : Los caudillos (1966), au sujet des potentats provinciaux du XIXe et de la première partie du XXe siècle ; El 45 (1968), se focalisant sur l’année charnière 1945 en Argentine ; et Argentina: de Perón a Lanusse, évocation de la période houleuse allant de l’avènement de Perón en 1945 jusqu’à 1973.

### Activités comme historien
En tant qu'historien, Félix Luna s’appliquait à rendre intelligible pour le plus large public les sujets historiques qu'il abordait. C’est dans ce même esprit qu’il écrivit entre 1964 et 1973, à propos d’événements d’actualité, des chroniques hebdomadaires pour Clarín, le quotidien le plus lu d’Argentine, et qu’il intervint de 1977 à 1982 comme chroniqueur invité dans l’émission de radio éducative Hilando nuestra historia (litt. En filant notre histoire), ainsi que dans nombre d’autres émissions de radio et de télévision consacrées à l’histoire. Il donna encore une biographie des présidents Roberto Ortiz (1978) et Julio Argentino Roca (Soy Roca, 1989), une trilogie présentant de façon approfondie les années Perón, et l’édition de poche Breve historia de los argentinos (litt. Brève Histoire des Argentins, 1993), parmi d’autres ouvrages. Ses écrits se signalent par leur style narratif et leurs points de vue pragmatiques sur des événements controversés.
Il fonda en 1967 le prestigieux mensuel d’histoire argentine Todo es Historia (litt. Tout est histoire), qu’il continuera de diriger jusque peu avant sa mort et qui contribuera à façonner l’historiographie en Argentine. Dans cette revue justement trouva à s’exprimer, et put se diffuser, le courant dit révisionniste de cette historiographie ― c'est-à-dire tendant à remettre en cause la vision de l’histoire telle que véhiculée par (et vue à travers le prisme assez manichéen de) l’élite libérale de Buenos Aires ―, courant auquel Luna n’adhéra pas et duquel il tendra à s’éloigner de plus en plus au fil du temps.

### Œuvre en tant que parolier

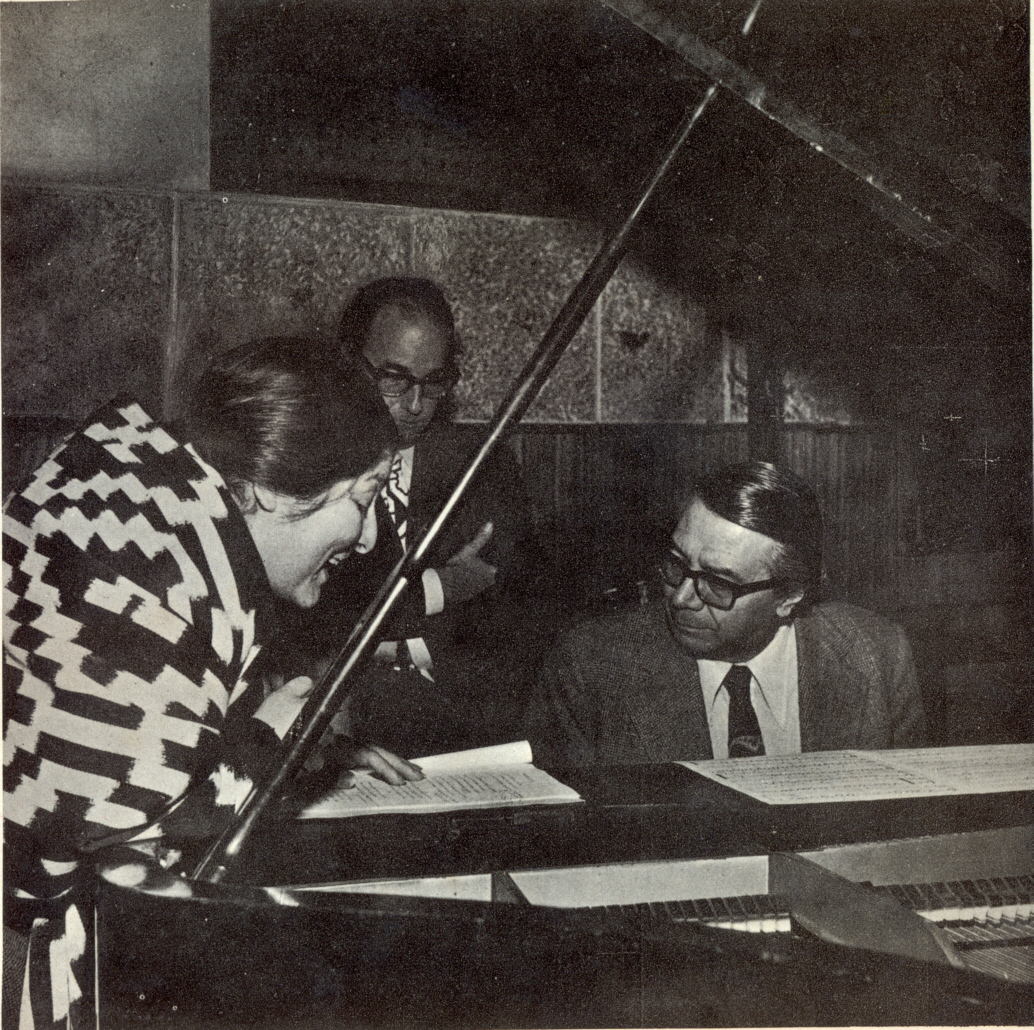
La chanteuse Mercedes Sosa (à gauche), le compositeur Ariel Ramírez (assis à droite) et Félix Luna (debout au centre) en 1972.

En 1964, Félix Luna créa, en collaboration avec le pianiste et compositeur Ariel Ramírez, ce qui passe pour être l’œuvre la plus connue des deux hommes, Misa Criolla (litt. Messe créole). En 1969, ce succès fut suivi par un autre, Mujeres Argentinas (Femmes argentines), dont deux chansons au moins devinrent célèbres, Alfonsina y el mar, ode à la poétesse argentine Alfonsina Storni, au destin tragique, et Juana Azurduy. En 1972 vint se joindre au duo la chanteuse de folklore traditionnel Mercedes Sosa pour enregistrer Cantata Sudamericana, album qui éleva la chanteuse au rang de figure emblématique de la musique argentine.

## Récompenses
Sa première récompense fut le prix du meilleur récit de mœurs, conféré en 1957 par la Direction de la Culture de l’Argentine pour son roman La fusilación. À partir de 1984, Félix Luna se vit décerner, tant pour son œuvre d’historien et de biographe que pour ses créations comme parolier, de multiples récompenses Konex, lesquelles passent pour la plus haute distinction dans la sphère culturelle et intellectuelle en Argentine. Il fut récipiendaire de l’Ordre national du Mérite (France) en 1988, et de plusieurs décorations semblables au Brésil, au Chili et au Pérou. Enfin, il fut proclamé Citoyen Illustre (Ciudadano ilustre) de la ville de Buenos Aires en 1996.

## Publications

### Historiographie
- Yrigoyen (1954)  (ISBN 950-07-2652-1)
- Alvear (1958)  (ISBN 950-07-7002-4)
- El 45 (1968)  (ISBN 950-07-1213-X)
- De comicios y entreveros (1977)
- Ortiz (1978)  (ISBN 950-07-0044-1)
- Perón y su tiempo, trois volumes  (ISBN 950-07-1797-2)
  - La Argentina era una fiesta 1946 – 1949 (1984)
  - La comunidad organizada 1950 – 1952 (1985)
  - El régimen exhausto 1953 – 1955 (1986)
- Soy Roca (1989)  (ISBN 950-07-2628-9)
- Historia Integral de los Argentinos (1994-1998) diez volúmenes
- Club del Progeso: 1852 – 2002 (2002), avec Maria Sáenz Quesada et Lucia Gálvez  (ISBN 950-9603-44-9)
- Historias de un año sin historia (2005)  (ISBN 950-07-2662-9)

### Essais historiques
- Diálogos con Frondizi (1962)  (ISBN 950-49-0063-1)
- Argentina de Perón a Lanusse (1973)  (ISBN 950-49-0627-3)
- Conversaciones con José Luis Romero (1977)  (ISBN 950-07-0338-6)
- Conflictos y Armonías en la Historia Argentina (1980)  (ISBN 950-9216-04-6)
- Golpes militares y salidas electorales (1980)  (ISBN 950-07-0151-0)
- Buenos Aires y el país (1982)  (ISBN 987-20506-1-9)
- Fuerzas hegemónicas y partidos políticos (1988)  (ISBN 950-07-0514-1)
- Confluencias (1991)  (ISBN 987-20506-3-5)
- Fracturas y Continuidades en la Historia Argentina (1992)  (ISBN 987-20506-2-7)
- Breve historia de los argentinos (1993)  (ISBN 950-742-811-9)
- Diálogos con la Historia y la Política (1996), avec Natalio Botana  (ISBN 950-07-1078-1)
- Sarmiento y sus fantasmas (1997)  (ISBN 950-08-1817-5)
- Segunda Fila (1999)  (ISBN 950-49-0250-2)

### Fiction
- La última montonera, intitulé également La fusilación (1955)  (ISBN 950-834-057-6)
- La noche de la Alianza (1963)  (ISBN 987-95909-6-1)
- Martín Aldama: un soldado de la independencia (2001)  (ISBN 950-49-0793-8)
- La vuelta de Martín Aldama (2003)  (ISBN 950-49-1066-1)

### Chansons et poésie
- Atahualpa Yupanqui  (ISBN 84-334-0218-8)
- Los caudillos (1966)  (ISBN 950-742-193-9)
- La Misa Criolla (1963)
- Mujeres argentinas (1968)
- Cantata Sudamericana (1971)